# Circuit du Mugello

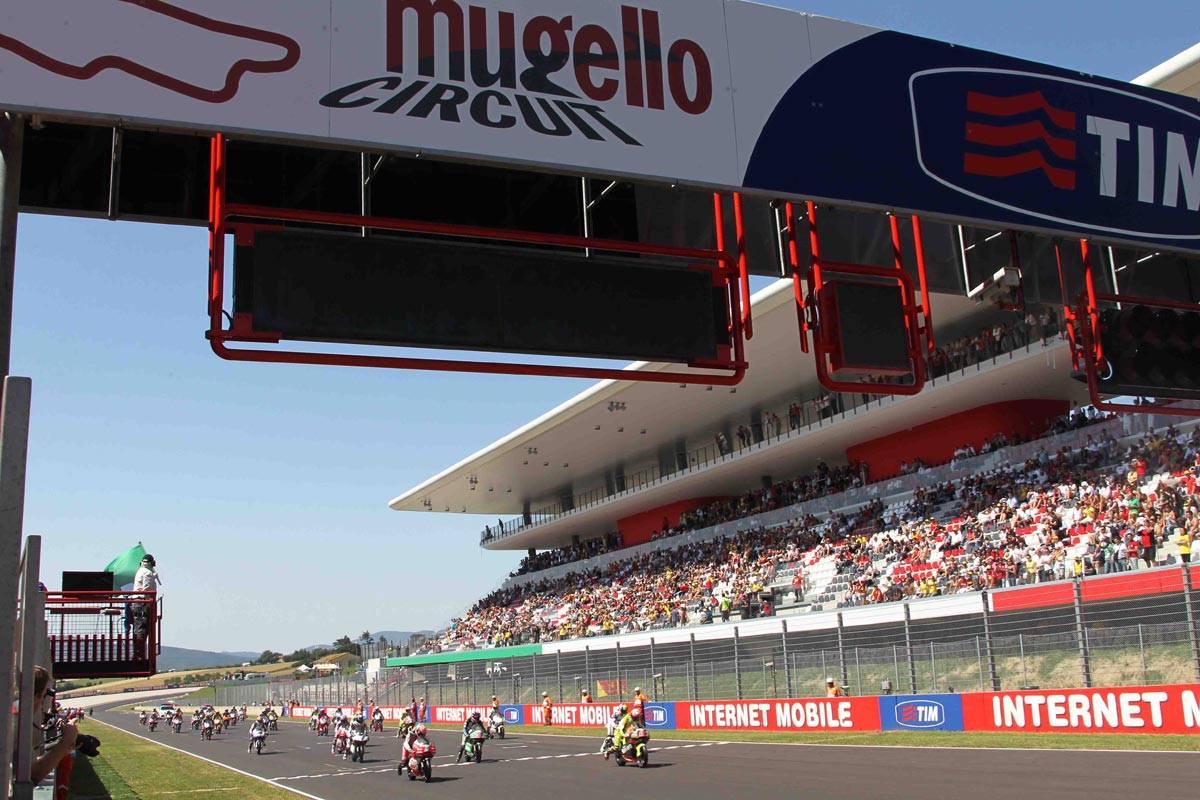
La grille de départ lors du Grand Prix moto d'Italie 2011.

Le circuit du Mugello (en italien, Autodromo internazionale del Mugello) est un circuit automobile situé dans la région du Mugello, au nord-est de Florence, en Italie.
Servant de cadre à des essais de Formule 1, plus particulièrement ceux de l'écurie Ferrari, la première course s'y déroule en 1914 sur un circuit de 66 km empruntant les routes de la région. Il est progressivement réduit, d'abord en 1955 puis dans les années 1960, et laisse place en 1974 au circuit permanent actuel d'un développement de 5 245 mètres.
Il sert également de cadre au Grand Prix d'Italie de vitesse moto. À cause de la pandémie de Covid-19, le circuit est exceptionnellement au calendrier du championnat du monde de Formule 1 2020 où se déroule le Grand Prix automobile de Toscane.

## Palmarès

### Compétitions automobiles
Les vainqueurs sur le Mugello lors de compétitions automobiles (de 1919 à 1969 : Circuito del Mugello, puis de 1974 à aujourd'hui : Gran Premio del Mugello) sont,,,:

#### Vainqueurs sur le circuit permanent (5,245 km)
| 2020        | Lewis Hamilton        | Mercedes  | Formule 1    |           |           |
| 2019 - 2001 | Non couru             | Non couru | Non couru    | Non couru | Non couru |
| 2000        | Ricardo Sperafico     | Lola      | Formule 3000 |           |           |
| 1999        | Non couru             | Non couru | Non couru    | Non couru | Non couru |
| 1998        | Non couru             | Non couru | Non couru    | Non couru | Non couru |
| 1997        | Ricardo Zonta         | Lola      | Formule 3000 |           |           |
| 1996        | Ricardo Zonta         | Lola      | Formule 3000 |           |           |
| 1995 - 1992 | Non couru             | Non couru | Non couru    | Non couru | Non couru |
| 1991        | Alessandro Zanardi    | Reynard   | Formule 3000 |           |           |
| 1990 - 1987 | Non couru             | Non couru | Non couru    | Non couru | Non couru |
| 1986        | Pierluigi Martini     | Ralt      | Formule 3000 |           |           |
| 1985        | Non couru             | Non couru | Non couru    | Non couru | Non couru |
| 1984        | Mike Thackwell        | Ralt      | Formule 2    |           |           |
| 1983        | Jonathan Palmer       | Ralt      | Formule 2    |           |           |
| 1982        | Corrado Fabi          | March     | Formule 2    |           |           |
| 1981        | Corrado Fabi          | March     | Formule 2    |           |           |
| 1980        | Brian Henton          | Toleman   | Formule 2    |           |           |
| 1979        | Brian Henton          | March     | Formule 2    |           |           |
| 1978        | Derek Daly            | Chevron   | Formule 2    |           |           |
| 1977        | Bruno Giacomelli      | March     | Formule 2    |           |           |
| 1976        | Jean-Pierre Jabouille | Jabouille | Formule 2    |           |           |
| 1975        | Maurizio Flammini     | March     | Formule 2    |           |           |
| 1974        | Patrick Depailler     | March     | Formule 2    |           |           |

#### Vainqueurs sur le circuit routier (66,2 km)
| 1970        | Arturo Merzario                            | Abarth           | Sport-prototypes |           |           |
| 1969        | Arturo Merzario                            | Abarth           | Sport-prototypes |           |           |
| 1968        | Lucien Bianchi Nino Vaccarella Nanni Galli | Alfa Romeo       | Sport-prototypes |           |           |
| 1967        | Gerhard Mitter Udo Schütz                  | Porsche          | Sport-prototypes |           |           |
| 1966        | Gerhard Koch Jochen Neerpasch              | Porsche          | Sport-prototypes |           |           |
| 1965        | Mario Casoni Antonio Nicodemi              | Ferrari          | Sport-prototypes |           |           |
| 1964        | Gianni Bulgari                             | Porsche          | Sport-prototypes |           |           |
| 1963 - 1956 | Non couru                                  | Non couru        | Non couru        | Non couru | Non couru |
| 1955        | Umberto Maglioli                           | Ferrari          | Sport-prototypes |           |           |
| 1954 - 1930 | Non couru                                  | Non couru        | Non couru        | Non couru | Non couru |
| 1929        | Gastone Brilli-Peri                        | Talbot           | Grand Prix       |           |           |
| 1928        | Emilio Materassi                           | Talbot           | Formule Libre    |           |           |
| 1927        | Non couru                                  | Non couru        | Non couru        | Non couru | Non couru |
| 1926        | Emilio Materassi                           | Itala            | Formule Libre    |           |           |
| 1925        | Emilio Materassi                           | Itala            | Formule Libre    |           |           |
| 1924        | Giuseppe Morandi                           | OM               | Formule Libre    |           |           |
| 1923        | Gastone Brilli-Peri                        | Steyr            | Formule Libre    |           |           |
| 1922        | Alfieri Maserati                           | Isotta-Fraschini | Formule Libre    |           |           |
| 1921        | Giuseppe Campari                           | Alfa Romeo       | Formule Libre    |           |           |
| 1920        | Giuseppe Campari                           | Alfa Romeo       | Formule Libre    |           |           |

### Compétitions cyclistes
Plusieurs étapes du Tour d'Italie sont arrivées sur le circuit :
| Année | Étape | Provenance         | km  | Vainqueur de l'étape | Maillot rose    |
| ----- | ----- | ------------------ | --- | -------------------- | --------------- |
| 1977  | 8ª a  | Forlì              | 103 | Freddy Maertens      | Francesco Moser |
| 1977  | 8ª b  | Circuit du Mugello | 79  | Marino Basso         | Francesco Moser |
| 2007  | 7ª    | Spoleto            | 254 | Thor Hushovd         | Marco Pinotti   |

## Records du tour
| Categorie | Temps          | Pilote                     | Véhicule                           | Date                                  |
| --------- | -------------- | -------------------------- | ---------------------------------- | ------------------------------------- |
| F1        | 1 min 15 s 144 | Lewis Hamilton             | Mercedes-AMG F1 W11 EQ Performance | Grand Prix automobile de Toscane 2020 |
| F2        | 1 min 30 s 133 | Christian Lundgaard        | Dallara F2 2018 (en)               | GP F2 Mugello 2020 (en)               |
| F3        | 1 min 35 s 328 | Lirim Zendeli              | Dallara F3 2019 (en)               | GP F3 Mugello 2020 (en)               |
| LMP2      | 1 min 32 s 829 | Matteo Cairoli             | Oreca 07                           | 4H du Mugello 2024                    |
| LMP3      | 1 min 41 s 083 | Manuel Espirito Santo (en) | Ligier JS P320                     | 4H du Mugello 2024                    |
| Groupe C  | 1 min 39 s 070 | Riccardo Patrese           | Lancia LC2                         | 1 000 kilomètres du Mugello 1985      |
| GT1 (en)  | 1 min 48 s 436 | Andrea Bertolini           | Maserati MC12                      | 500 km du Mugello 2006 (en)           |
| GT3       | 1 min 46 s 583 | Daniel Serra               | Ferrari 296 GT3                    | 4H du Mugello 2024                    |
| GT4 (en)  | 1 min 58 s 245 | Tomas Gomes                | Porsche Cayman GT4                 | Championnat GT4 Italie                |
| MotoGP    | 1 min 44 s 504 | Jorge Martín               | Ducati Desmosedici GP              | Grand Prix moto d'Italie 2024         |
| Moto2     | 1 min 49 s 877 | Joe Roberts                | Kalex Moto2                        | Grand Prix moto d'Italie 2024         |
| Moto3     | 1 min 54 s 194 | David Alonso               | CFMoto RC250GP                     | Grand Prix moto d'Italie 2024         |
| MotoE     | 1 min 55 s 466 | Alessandro Zaccone (en)    | Ducati V21L                        | Grand Prix moto d'Italie 2024         |

## Galerie

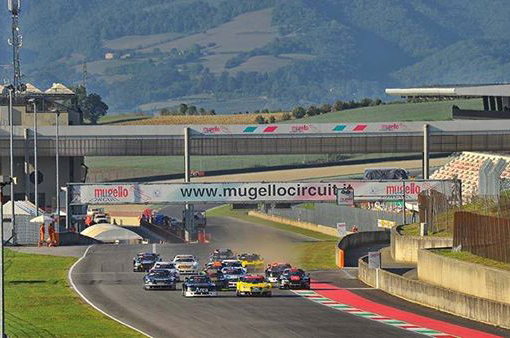
La ligne droite de départ en 2015.
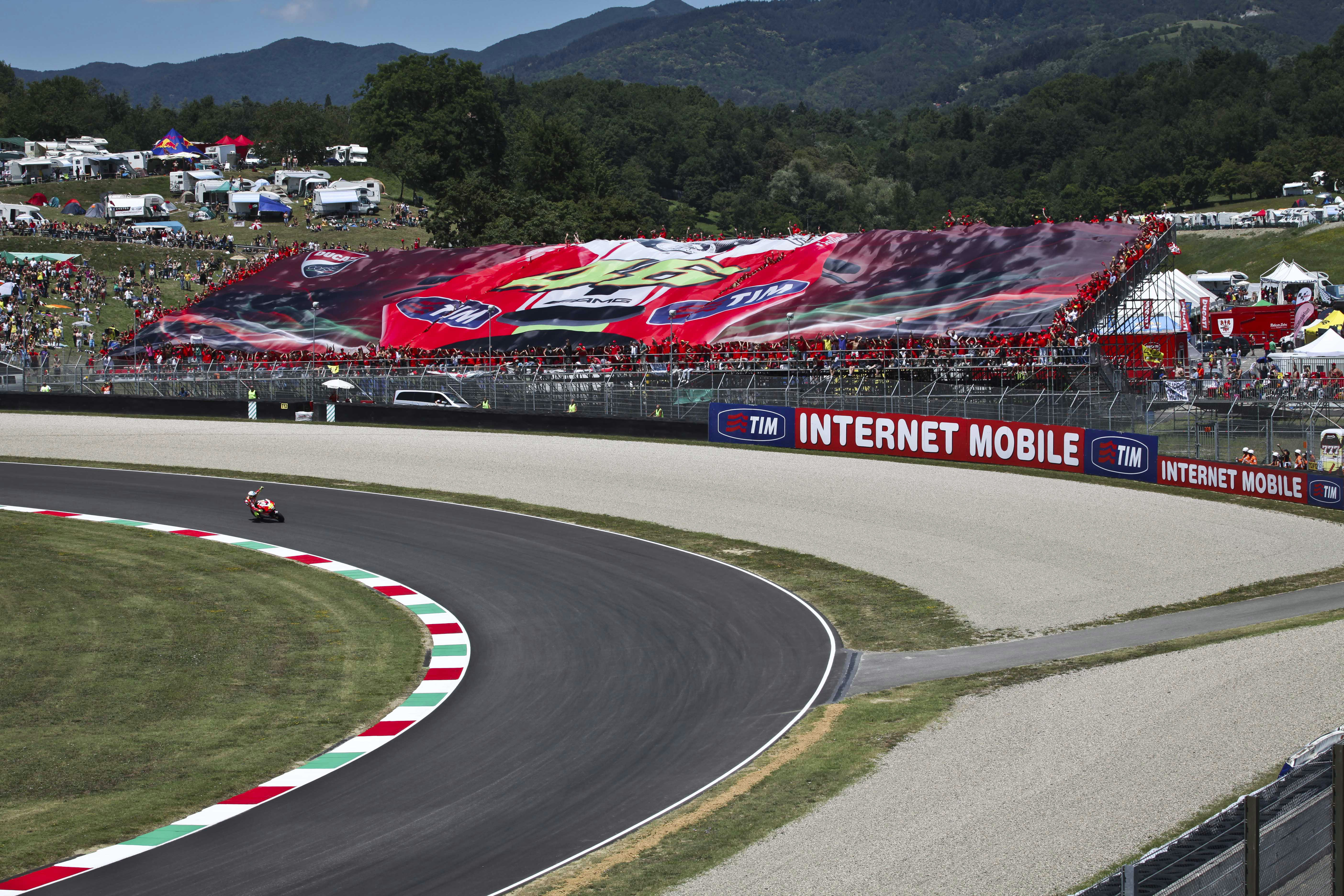
Le 1er virage.
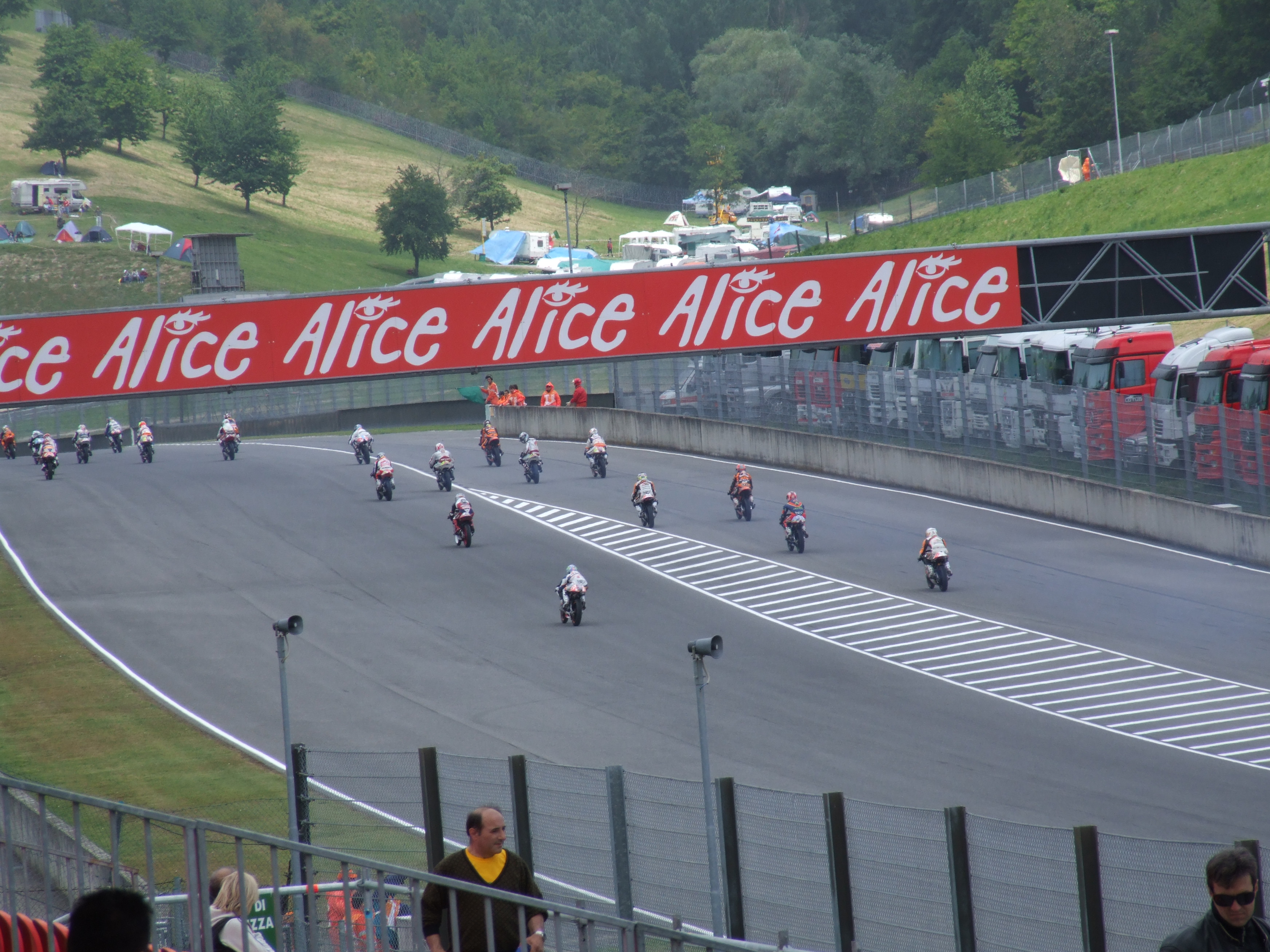
Le circuit se situe dans un environnement vallonné.